# Margarida Garret Puigserver
Margarida Garret Puigserver (Areny, Segle XVI - Montblanc, 5 de desembre de 1597) fou una monja de l'Orde de Santa Clara.

## Biografia
Va néixer a la vila d'Arenys (Catalunya) de pares honrats, que es van anomenar Juan de Garret i Juana Puigserver.
Dotada d'intel·ligència i ganes d'aprendre, des de molt petita va fer que el seu germà l'ensenyés a llegir i escriure correctament en llatí. Després d'una missió dels jesuïtes al seu poble, possiblement procedents de la casa que tenien a Graus, va demanar als seus pares permís per no casar-se, es tallà el cabell, i vestí en endavant pobrament, cobert el cap amb una toca de beata.
Va decidir consagrar-se a la vida religiosa, llegint vides de sants i sobre la vida i passió de Crist, axí com les sagrades escriptures, a més de practicar el rés de les hores canòniques. Insistí la seva família per anar a la capital del Principat, on acudí acompanyada del llicenciat Esteve Corts, el seu director espiritual. A Barcelona s'allotjava a casa d'Anna d'Icart, sogra del vescomte de Canet, i freqüentava els convents de religioses i visitava els malalts dels hospitals. Vers 1564 decidí ingressar en el reial monestir de Santa Isabel, de clarisses descalces, fundat a partir d'un beateri existent des de 1554, on va tenir per mestra a la mare Joana Serafina, dita "la mora" per ser filla del rei de Tunis, encara que criada a Catalunya per una família noble.
Consagrada definitivament a la vida religiosa, el seu exemple aconseguí la conversió d'un germà seu, Pere Garreta, que professà en el monestir de Sant Jeroni de la Vall d'Hebron. Quan el Provincial dels franciscans va demanar religioses per a la reforma del monestir de Santa Maria de la Serra, a Montblanc, va ser enviada Margarida com a mestra de novícies, el 21 de novembre de 1594, juntament amb tres religioses més. Morí en aquest convent el 5 del mes de desembre de 1597.
Destacades personalitats eclesiàstiques del seu temps la tenien en alta estima i, en llenguatge de l'època, concebían altamente de su espíritu y la veneravan por alma de singular virtud, com el P. Diego Pérez de Valdivia (Baeza 1524 - Barcelona 1589), autor d'Aviso de gente recogida (1585), obra molt adreçada a orientar l'espiritualitat femenina de les beates; o mossèn Pere Gervàs de las Heras, que tenia la intenció de fundar un col·legi al poble de Margarida, Areny de Noguera i visità aquelles contrades del bisbat d'Urgell amb Josep de Calasanç; o el P. Llorenç Julià, venerable ermità del Montsant.
Encara que l'arxiu conventual es va perdre, l'erudit setcentista Serra i Postius proporciona dades d'interès sobre dos manuscrits de Margarida, Predicación y milagros de Cristo i Los cuatro evangelistas.
El seu nom apareix en la llista de les venerables i el seu Procés de Vida va ser incoat en el segle xvii. D'ella refereix Torres Amat que va tenir esperit de profecia i ciència infusa, i intel·ligència de les Sagrades Escriptures.